# Saut en hauteur féminin aux championnats du monde d'athlétisme 2009
Navigation
Osaka 2007 Daegu 2011
L'épreuve de saut en hauteur féminin des championnats du monde d'athlétisme de 2009 se déroule les 18 et 20 août de la même année, dans le Stade olympique de Berlin ( Allemagne), remportée pour la deuxième fois consécutive par la Croate Blanka Vlašić (photographie ci-contre).

## Critère de qualification
Avoir réalisé au moins 1,95 mètre (minimum A) ou 1,91 m (minimum B), du 1er janvier 2008 au 3 août 2009, en salle ou en plein air.

## Records
Avant cette compétition, les records dans cette discipline étaient les suivants.
| Record                                | Hauteur | Athlète                               | Pays           | Date                            | Lieu             |
| ------------------------------------- | ------- | ------------------------------------- | -------------- | ------------------------------- | ---------------- |
| Record du monde                       | 2,09 m  | Stefka Kostadinova                    | Bulgarie       | 30 août 1987                    | Rome             |
| Record des championnats               | 2,09 m  | Stefka Kostadinova                    | Bulgarie       | 30 août 1987                    | Rome             |
| Record d'Afrique                      | 2,06 m  | Hestrie Cloete                        | Afrique du Sud | 31 août 2003                    | Paris            |
| Record d'Asie                         | 1,99 m  | Marina Aitova                         | Kazakhstan     | 13 juillet 2009                 | Athènes          |
| Record d'Europe                       | 2,09 m  | Stefka Kostadinova                    | Bulgarie       | 30 août 1987                    | Rome             |
| Record d'Amérique du Nord et centrale | 2,04 m  | Silvia Costa                          | Cuba           | 9 septembre 1989                | Barcelone        |
| Record d'Amérique du Sud              | 1,96 m  | Solange Witteveen                     | Argentine      | 8 septembre 1997                | Oristano         |
| Record d'Océanie                      | 1,98 m  | Vanessa Browne-Ward Alison Inverarity | Australie      | 12 février 1989 17 juillet 1994 | Perth Ingolstadt |

## Médaillées
| Or            | Argent           | Bronze                |
| Blanka Vlašić | Ariane Friedrich | Antonietta Di Martino |

### Finale
| Rang               | Athlète               | Pays       | Essais | Essais | Essais | Essais | Essais | Essais | Essais | Essais | Marque | Notes |
| Rang               | Athlète               | Pays       | 1,87m  | 1,92m  | 1,96m  | 1,99m  | 2,02m  | 2,04m  | 2,06m  | 2,10m  | Marque | Notes |
| ------------------ | --------------------- | ---------- | ------ | ------ | ------ | ------ | ------ | ------ | ------ | ------ | ------ | ----- |
| Médaille d'or      | Blanka Vlašić         | Croatie    | o      | o      | o      | o      | xo     | xo     | -      | 3 x    | 2,04 m |       |
| Médaille d'argent  | Ariane Friedrich      | Allemagne  | -      | o      | -      | o      | xxo    | xx-    | x      |        | 2,02 m |       |
| Médaille de bronze | Antonietta Di Martino | Italie     | o      | o      | xo     | xo     | 3x     |        |        |        | 1,99 m |       |
| 4                  | Ruth Beitia           | Espagne    | o      | o      | o      | xxo    | 3x     |        |        |        | 1,99 m |       |
| 5                  | Svetlana Shkolina     | Russie     | o      | o      | o      | 3x     |        |        |        |        | 1,96 m |       |
| 6                  | Emma Green-Tregaro    | Suède      | o      | o      | xo     | 3x     |        |        |        |        | 1,96 m | =SB   |
| 6                  | Chaunté Howard        | États-Unis | o      | o      | xo     | 3x     |        |        |        |        | 1,96 m |       |
| 8                  | Mélanie Melfort       | France     | xo     | o      | 3x     |        |        |        |        |        | 1,92 m |       |
| 9                  | Meike Kröger          | Allemagne  | o      | 3x     |        |        |        |        |        |        | 1,87 m |       |
| 10                 | Amy Acuff             | États-Unis | xxo    | 3x     |        |        |        |        |        |        | 1,87 m |       |
| —                  | Anna Chicherova       | Russie     | o      | o      | xo     | o      | o      | 3x     |        |        | DQ     |       |
| —                  | Yelena Slesarenko     | Russie     | o      | xo     | 3x     |        |        |        |        |        | DQ     |       |

## Qualification
Lors des qualifications, Ariane Friedrich passe uniquement la barre d'1,95 m, au premier essai, celle qui donne droit à une qualification directe, une première dans une compétition majeure.
| Rang | Nom                   | Nationalité  | 1,80 m | 1,85 m | 1,89 m | 1,92 m | 1,95 m | Résultat | Notes |
| --- | --------------------- | ------------ | ------ | ------ | ------ | ------ | ------ | -------- | ----- |
| 1 | Blanka Vlašić         | Croatie      | -      | o      | o      | o      | o      | 1,95 m   | Q     |
| 2 | Ruth Beitia           | Espagne      | -      | o      | o      | xo     | o      | 1,95 m   | Q     |
| 2 | Chaunté Howard Lowe   | États-Unis   | o      | o      | xo     | o      | o      | 1,95 m   | Q     |
| 4 | Meike Kröger          | Allemagne    | o      | o      | o      | o      | 3x     | 1,92 m   | q     |
| 5 | Melanie Melfort       | France       | o      | o      | o      | xo     | 3x     | 1,92 m   | q     |
| 5 | Svetlana Shkolina     | Russie       | o      | o      | o      | xo     | 3x     | 1,92 m   | q     |
| 7 | Marina Aitova         | Kazakhstan   | o      | o      | xo     | xo     | 3x     | 1,92 m   |       |
| 8 | Sharon Day            | États-Unis   | o      | o      | o      | 3x     |        | 1,89 m   |       |
| 8 | Anna Iljuštšenko      | Estonie      | o      | o      | o      | 3x     |        | 1,89 m   |       |
| 10 | Svetlana Radzivil     | Ouzbékistan  | o      | o      | xo     | 3x     |        | 1,89 m   |       |
| 10 | Iva Straková          | Tchéquie     | o      | o      | xo     | 3x     |        | 1,89 m   |       |
| 12 | Levern Spencer        | Sainte-Lucie | -      | o      | xxo    | 3x     |        | 1,89 m   |       |
| 13 | Noengrothai Chaipetch | Thaïlande    | xxo    | o      | xxo    | 3x     |        | 1,89 m   | SB    |
| 14 | Caterine Ibargüen     | Colombie     | o      | xo     | 3x     |        |        | 1,85 m   |       |
| 15 | Deirdre Ryan          | Irlande      | o      | xxo    | 3x     |        |        | 1,85 m   |       |
| 16 | Romary Rifka          | Mexique      | o      | 3x     |        |        |        | 1,80 m   |       |
| — | Vita Palamar          | Ukraine      | -      | o      | o      | 3x     |        | DQ       |       |
| Q : qualifiée en franchissant 1,95 m \| q : qualifiée au classement pour au moins 12 finalistes \| SB : meilleure performance personnelle de l'année |                       |              |        |        |        |        |        |          |       |

| Rang | Nom                     | Nationalité | 1,80 m | 1,85 m | 1,89 m | 1,92 m | 1,95 m | Résultat | Notes |
| --- | ----------------------- | ----------- | ------ | ------ | ------ | ------ | ------ | -------- | ----- |
| 1 | Ariane Friedrich        | Allemagne   | -      | -      | -      | -      | o      | 1,95 m   | Q     |
| 1 | Emma Green              | Suède       | -      | o      | -      | o      | o      | 1,95 m   | Q     |
| 3 | Anna Chicherova         | Russie      | -      | o      | o      | xo     | o      | 1,95 m   | Q     |
| 3 | Antonietta Di Martino   | Italie      | o      | o      | xo     | o      | o      | 1,95 m   | Q     |
| 5 | Amy Acuff               | États-Unis  | o      | o      | o      | xxo    | xo     | 1,95 m   | Q, SB |
| 6 | Yelena Slesarenko       | Russie      | -      | o      | o      | xxo    | xxo    | 1,95 m   | Q     |
| 7 | Adonía Steryíou         | Grèce       | xo     | o      | o      | xo     | 3x     | 1,92 m   |       |
| 8 | Venelina Veneva-Mateeva | Bulgarie    | o      | xo     | o      | xxo    | 3x     | 1,92 m   |       |
| 9 | Kamila Stepaniuk        | Pologne     | o      | o      | xxo    | xxo    | 3x     | 1,92 m   |       |
| 10 | Petrina Price           | Australie   | o      | o      | o      | 3x     |        | 1,89 m   |       |
| 11 | Hanna Grobler           | Finlande    | o      | o      | xo     | 3x     |        | 1,89 m   |       |
| 12 | Nadiya Dusanova         | Ouzbékistan | o      | o      | xxo    | 3x     |        | 1,89 m   |       |
| 13 | Doreen Amata            | Niger       | o      | o      | 3x     |        |        | 1,85 m   |       |
| 14 | Stine Kufaas            | Norvège     | o      | xo     | 3x     |        |        | 1,85 m   |       |
| 15 | Yekaterina Yevseyeva    | Kazakhstan  | xo     | xo     | 3x     |        |        | 1,85 m   |       |
| - | Bui Thi Nhung           | Viêt Nam    | 3x     |        |        |        |        | -        |       |
| Q : qualifiée en franchissant 1,95 m \| q : qualifiée au classement pour au moins 12 finalistes \| SB : meilleure performance personnelle de l'année |                         |             |        |        |        |        |        |          |       |

## Légende
- Hauteur de sauts atteinte (en mètres) :
  - o : dès le 1er essai
  - xo : au 2e essai
  - xxo : au 3e essai
- 3 x : hauteur non atteinte au terme de 3 essais au maximum

Records et Performances
- AR : Record continental (area record)
- CR : Record des championnats (championship record)
- MR : Record du meeting (meet record)
- NR : Record national (national record)
- OR : Record olympique (olympic record)
- PR : Record paralympique (paralympic record)
- PB : Record personnel (personal best)
- SB : Meilleure performance personnelle de la saison (season's best)
- WL : Meilleure performance mondiale de l'année (world leader)
- WJR : Record du monde junior (world junior record)
- WR : Record du monde (world record)

Circonstances et Conditions
- DNF : N'a pas terminé (did not finish)
- DNS : N'a pas pris le départ (did not start)
- DQ : Disqualification (disqualification)
- NM : Aucun essai valable enregistré (No Mark)
- Q : Qualifié « directement » au prochain tour (ou à la prochaine compétition), lors d'une compétition majeure, grâce au classement ou à la réalisation des minima (automatic qualifier)
- q : Qualifié au prochain tour (ou à la prochaine compétition), lors d'une compétition majeure, grâce au repêchage ou à la réalisation de l'une des meilleures performances parmi celles des « non qualifiés directement » (grâce au meilleur temps ou à la meilleure distance par exemple) (secondary qualifier)

## Note de référence
1. 1 2  (en) Résultats des qualifications du saut en hauteur aux championnats du monde de Berlin 2009, iaaf.org, consulté le 18 août 2009.